# Годунов, Никита Васильевич
Никита Васильевич Годунов-Асанов († 1622) — наместник, воевода и окольничий во времена правления Ивана IV Васильевича Грозного, Фёдора Ивановича, Бориса Годунова, Смутное время и Михаиле Фёдоровиче.
Старший сын Василия Осановича Годунова. Дальний родственник (четвероюродный брат) царя Бориса Годунова. Брат воеводы Петра Годунова.

## Биография
Впервые упомянут на 7-й свадьбе царя Ивана Грозного в свадебном чине «нёс каравай» (1580). Находился на воеводстве в Белёве (1589-1591). В качестве дьяка царя Фёдора Иоанновича присутствовал на приёме посла германского императора Авраама, бургграфа Дунайского (1597).
Пожалован царём Борисом Годуновым в окольничие (1600). Находился на дворцовой службе, послан царём из Новодевичьего монастыря в Москву с бояриным Василием Петровичем Морозовым, с которым начал местничать, за что посажен в тюрьму. После смерти царя Бориса Годунова и вступления на царский престол Лжедмитрия I, попал в опалу (1605) и был сослан на воеводство в Тобольск. Вновь проиграл местнический спор с Морозовым и оказался в тюрьме (28 июля 1614), вторично подал челобитье на того же боярина, за что посажен в тюрьму и выдан головою (09 мая 1616). Упоминается на дворцовой службе (июнь 1617).
Во время похода польского королевича Владислава Вазы на Москву (1618) участвовал в совете по обороне столицы и защищал укрепления Кремля от Арбатских до Никитских ворот. В дальнейшем находился на дворцовой службе. Встречал иерусалимского патриарха (19 и 20 апреля 1619). Встречал в Золотой палате московского Кремля патриарха Филарета (22 июня 1619). Отправлен наместником в Кострому (1619), Находился при встрече и проводах различных посольств. Участвовал в поездках Государя на богомолье по монастырям (1620-1621).
Скончался († 1622).
В помин его души была продана его вотчина село Семёновское, а на вырученные деньги отлит колокол в 600 пудов и передан в Ипатьевский монастырь (20 сентября 1647).

## Семья
Женат дважды:
1. Мариамия — похоронена в Ипатьевском монастыре.
2. Анна, в иночестве Александра — вместо мужа давала даточных людей на мероприятия проводимые во дворце (1626—1631), похоронена в Ипатьевском монастыре.

Дети:
- Годунов Фёдор Никитич — умер в младенчестве, похоронен в Ипатьевском монастыре.
- Годунов Терентий Никитич — умер в младенчестве, похоронен в Ипатьевском монастыре.
- Годунов Андрей Никитич — умер в младенчестве, похоронен в Ипатьевском монастыре.
- Годунов Алексей Никитич († 1644) — стольник (1627—1644).
- Годунов Василий Никитич — воевода в Туле (1642).
- Пелагея Никитична — умерла в младенчестве, похоронена в Ипатьевском монастыре.